# Codex Montpellier

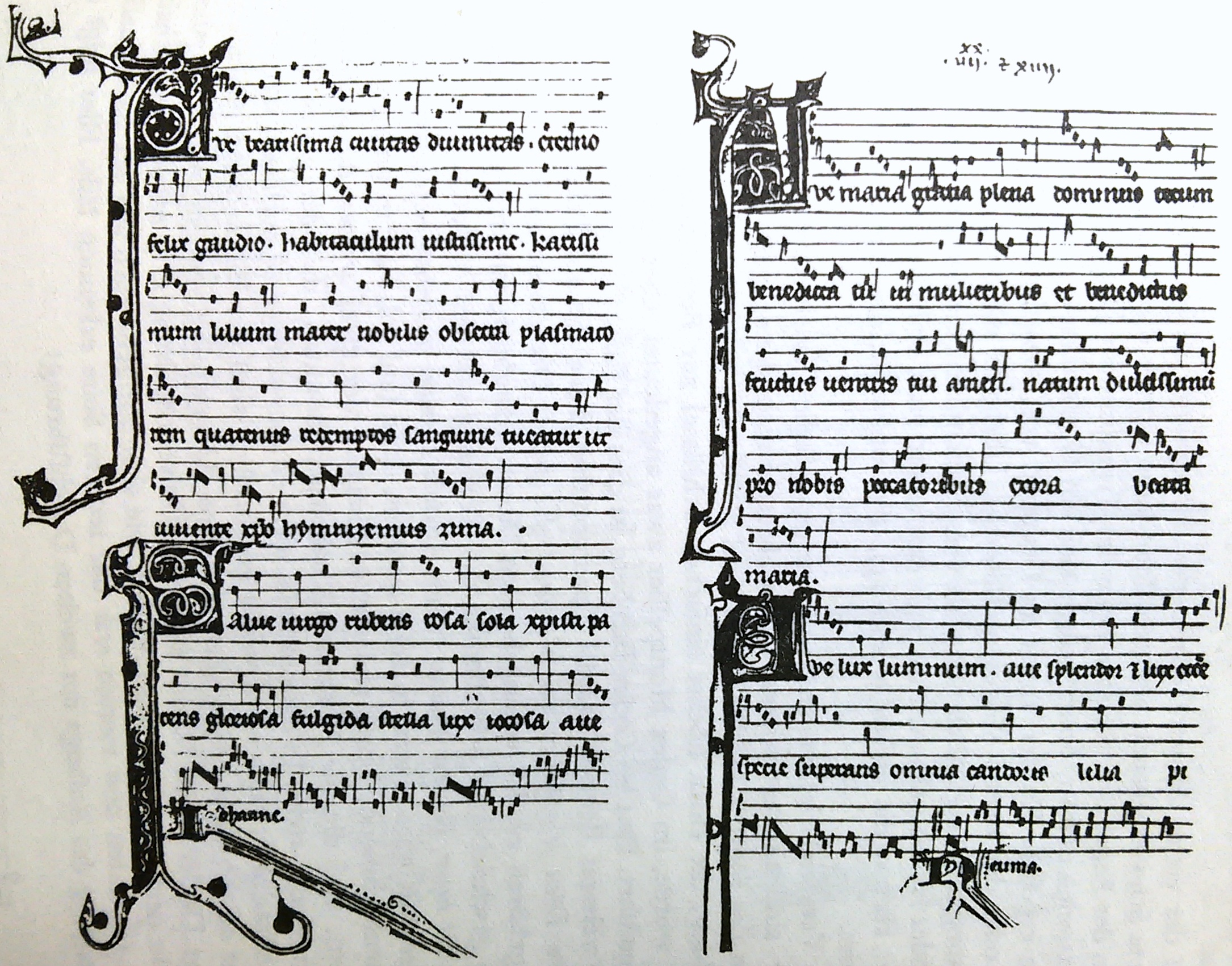
Codex Montpellier

El Codex Montpellier o Códice de Montpellier (Montpellier, Bibliothèque Inter-Universitaire, sección Médecine, H196) es un manuscrito que contiene una colección de polifonía francesa del siglo XIII. En la actualidad se conserva en la sección Medicina de la Biblioteca Interuniversitaria de Montpellier bajo la denominación H196.

## Origen
Se cree que este manuscrito puede ser originario de París. Probablemente fue recopilado en 1300. Como alternativa polémica a la noción de un manuscrito compilado en diversas etapas de actividad a lo largo de una década o más, Wolinski postula una única campaña de copia para los fascículos.1-7 como entidad durante la década de 1260 o de 1270, el fasc.8 quizás también ya desde la década de 1270; su teoría, aunque no es ampliamente aceptada, tiene implicaciones radicales para el desarrollo del motete, de la notación musical y de la teoría de la música en la segunda mitad del siglo XIII".

## Descripción

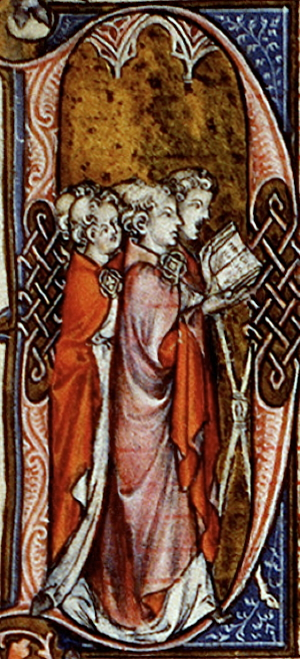
Letra iluminada de Codex Montpellier en el folio 350.

Originalmente el manuscrito constaba de 402 folios de pergamino, de los que se conservan 400, habiéndose perdido un bifolio con los folios 303 y 308 antes de su recopilación. Las dimensiones de los folios son 19,2 × 13,6 cm, y el bloque escrito ocupa 12,8 × 7,7 cm de cada folio. Los estudiosos no se ponen de acuerdo en cuanto al número de escribas que participaron en la elaboración de este documento. Conforme a Rokseth no se ha determinado el número exacto de manos de texto y música. Por su parte, Jacobsthal distingue 14 manos de texto, mientras que Wolinski encuentra 11.
El códice se puede dividir grosso modo en 8 fascículos, que contienen diversos géneros musicales de la época. Los contenidos del códice se organizan de la siguiente manera:
- Fascículo 1. Polifonía litúrgica
- Fascículo 2. Motetes triples latinos, consistentes en un cantus firmus con tres líneas de contrapunto sobre él.
- Fascículo 3. Motetes dobles macarrónicos, consistentes en un cantus firmus con dos líneas de contrapunto sobre él.
- Fascículo 4. Motetes dobles latinos.
- Fascículo 5. Motetes dobles franceses.
- Fascículo 6. Motetes franceses a dos voces.
- Fascículos 7 y 8. Motetes a tres voces, posiblemente compilados más adelante que los existentes en los fascículos 2-6

Hay también suplementos añadidos a los fascículos 3, 5, y 7. debido a los diversos sistemas de notación musical utilizados en los fascículos 2-6 y en los fascículos 7-8, el códice de Montpellier se ha convertido en una fuente crucial para la cronología de estilos de la polifonía medieval francesa.

## Contenido
El manuscrito contiene 336 obras polifónicas compuestas alrededor de 1250-1300. Este documento constituye una fuente crítica para conocer los “motetes pre-franconianos” y “franconianos”, después de Franco de Colonia. Aunque la música que aparece en el códice es anónima, se pueden hacer varias atribuciones, debido a concordancias con otros manuscritos o sobre la base de semejanzas estilísticas, con Pérotin (del fascículo 1), Petrus de Cruce, Adam de la Halle, Guillaume d'Auvergne y Philippe le Chancelier. Muchos de los cantus firmus se toman de los cantos de Notre Dame. Mientras que el fascículo 1 contiene polifonía sagrada, sobre todo de la escuela de Notre Dame, la parte más grande de música del códice es la colección de motetes de amor cortés francés. Los motetes de esta colección no son isorrítmicos. De hecho, los primeros motetes isorrítmicos -los de Philippe de Vitry- no serían compuestos hasta las primeras décadas del siglo XIV.

### Listado de obras
La siguiente tabla recoge las obras contenidas en el cancionero con sus títulos originales, no traducidos.
| N.º                                              | Folio                  | Obra | Forma                  | Voces                  | Autor / Concordancias          | Grabaciones             | Comentario |
| Fascículo 1 (N.º 1–18)                           | Fascículo 1 (N.º 1–18) | Fascículo 1 (N.º 1–18) | Fascículo 1 (N.º 1–18) | Fascículo 1 (N.º 1–18) | Fascículo 1 (N.º 1–18)         | Fascículo 1 (N.º 1–18)  | Fascículo 1 (N.º 1–18) |
| ------------------------------------------------ | ---------------------- | --- | ---------------------- | ---------------------- | ------------------------------ | ----------------------- | --- |
| 1                                                | 1                      | Deus in adjutorium meum intende laborantium | conductus              | 3 v.                   | B, Da, Tu                      | ROL                     | El folio 1 lleva una inicial en miniatura donde se representan tres cantores ante un atril, metonimia de las tres voces de la obra y de la polifonía que aparece al final del siglo XII. El tema es retomado casi idénticamente por otro artista en el folio 348. |
| 2                                                | 1v-3                   | Je n'aimerai / In saeculum | motete-hoquetus        | 4 v.                   | B, Cl, Ma                      | RCS, PHH                | |
| 3                                                | 2v-4                   | No amaré / In saeculum | motete-hoquetus        | 4 v.                   | B                              | RCS, ALI, PHH           | |
| 4                                                | 4v                     | Benedicamus Domino | organum                | 3 v.                   |                                | KCC                     | |
| 5                                                | 5                      | Portare | hoquetus               | 3 v.                   |                                | KCC                     | |
| 6-8                                              | 5v-8v                  | Virgo. Sponsus amat sponsam. Gloria | organum                | 3 v.                   | F, W2                          |                         | El folio 5v contiene una inicial en miniatura que representa a María (coronada), con un ramo en la mano derecha y el niño Jesús en su regazo. Rokseth sugiere la atribución a Perotín, pero sin más fuentes ni confirmación del estilo. |
| 9–10                                             | 9-12v                  | Alleluia. Nativitas gloriosae | organum                | 3 v.                   | Perotín F, W1, W2              | MVV, EW                 | |
| 11-13                                            | 13-16                  | Sancte Germane. O sancte Germane. Gloria | organum                | 3 v.                   | F, W1, W2                      |                         | Rokseth sugiere la atribución a Perotín, pero sin otras fuentes, ni confirmada por el estilo llamado Tischler. Sin embargo, Dominique Vellard, insiste "por analogías estilísticas muy llamativas", en particular con el "Sederunt Omnes", pieza emblemática de Perotín. |
| 14-15                                            | 16v-20                 | Alleluia. Posui adjutorium | organum                | 3 v.                   | Perotín F                      | MVV                     | |
| 16-18                                            | 20-22                  | Ab, abiecto. Rigat ora lacrimis. Gloria | organum                | 4 v.                   |                                |                         | Rokseth sugiere la atribución a Perotín, pero sin más fuentes, ni confirmación por el estilo. |
| Fascículo 2 (N.º 19–35)                          |                        | |                        |                        |                                |                         | |
| 19                                               | 23v-25                 | Qui la vaudroit lonc / Qui d'amors velt bien / Qui longuement / Nostrum |                        | 4 v.                   | B, Cl, Da, F, Tu, W2           | BLO                     | Los folios 23v y 24, en díptico, contienen una miniatura por página en las dos letras "Q" del texto. En la primera, una escena cortesana: un amante suplica a una dama que sostiene una flecha, situada en la otra inicial. La escena evoca el "corazón atravesado" de la dama por una flecha sostenida por su pretendiente. En la segunda, las iniciales ("Q" y "N") muestran una ofrenda floral. Estos dos folios, ricamente decorados, indican el cambio de fascículo y el comienzo de un motete a cuatro voces. |
| 20                                               | 24v-27                 | Celui de qui je me fi, qui de fi / La belle estoile de mer, qui amer / Johanne |                        | 4 v.                   | B, W2                          | ALI                     | |
| 21                                               | 26v-28                 | Plus belle que flor est, ce m'est avis / Quant revient et feulle et flor contre la seison / L'autrier joer m'en alai par un destor / Flos filius eius                                                                                   |                        | 4 v.                   | B, Ca,Cl, D, F, Hu, R, N, W2   | CPH, ALI, BLO, DCS, AMM | |
| 22                                               | 27v-30                 | Par un matinet l'autrier oï chanter / Hé, sire, qui vos vantez que vos avez / Hé, bergier! si grant envie j'ai de toi / Eius | motete                 | 4 v.                   | Cl, D, SV, W2                  | CPH, KCC                | El texto de este motete está tomado de un trovero anónimo presente en el chansonnier BnF Ms. 22406, folio 190. Reproducido en el n.º 145 a tres voces y algunas variantes. |
| 23                                               | 29v-37                 | Dame que j'aime et desire de fin coeur / Amors vaint tot fors de felon / Au tans d'este que cil oisel chantent / Et gaudebit |                        | 4 v.                   | B                              | ROL                     | |
| 24                                               | 36v-39                 | A dieu comment cele qui mon cœur a / Por moi deduire et por moi deporter / En non dieu, que nus die je ne la puis / Omnes |                        | 4 v.                   | Cl                             |                         | |
| 25                                               | 39v-40                 | Chançonnete, va t'en tost au rousignol / Ainc voir d'amors ne joï, si l'ai longuement / A la cheminée el froit mois de genvier / Par verité vueil esprover que vin françois                                                             |                        | 4 v.                   | B, W2                          | OCH                     | |
| 26                                               | 40v-41                 | Viderunt por peu ne sui departi / Viderunt par pou le cœur ne me parti / Viderunt omnes |                        | 4 v.                   | F, W2                          | DVH                     | |
| 27                                               | 40v-42                 | Trois serors sor rive mer [...] l'aisnée / Trois serors [...] la moiene / Trois serors [...] la jonete / Perlustravit |                        | 4 v.                   | Cl                             | ORB, CPH, DVH, KCC, AMM | |
| 28                                               | 41v-44                 | Li doz maus m'ocit que j'ai / Trop ai lonc tens en folie / Ma loiautes m'a nuisi / In saeculum |                        | 4 v.                   | B, Cl, N, W2                   | ROL                     | |
| 29                                               | 44v-45                 | Dieus! mout me fait sovent fremir / Dieus ! je fui ja pres de joïr / Dieus! je ni puis dormir la nuit / Et videbit |                        | 4 v.                   | B, D, Hu, SV, W2               |                         | |
| 30                                               | 45v-46                 | Cest quadruble sans reison / Voz n'i dormirés jamais / Beaux cœurs renvoisiés et douz / Fiat |                        | 4 v.                   | B, Cl                          | ROL, RCS                | El texto cita la ciudad de Angers. |
| 31                                               | 46v-50                 | Qui voudroit fame esprover n'i porroit / Deboinerement atendrai merci / Quant naist la flor en la prée, que l'erbete / Tanquam suscipit vellud pluviam                                                                                  |                        | 4 v.                   | B, Cl, F, W2                   |                         | El texto cita las villas de Gand y París. |
| 32                                               | 49v-52                 | Le premier jor de mai acordai / Par un matin me levai por deduire / Je ne puis plus durer sans voz, fins coeurs / Justus germinabit |                        | 4 v.                   | Cl, N, W2                      |                         | |
| 33                                               | 51v-55                 | Ce que je tieng pour deduit, c'est ma dolors / Certes mout est bone vie d'estre / Bone compaignie, quand ele est bien / Manere |                        | 4 v.                   | B, D                           | ALI                     | |
| 34                                               | 55v-58                 | Joliement en douce desirée qui tant / Quant voi la florete naître en la prée / Je sui joliete, sadete, pleisans / Aptatur |                        | 4 v.                   | B, D                           | ALI                     | |
| 35                                               | 57v-60v                | Mors, A Primi Patris Vicio/ Mors, Que Stimulo/ Mors Morsu Nata Venenato/ Mors |                        | 4 v.                   | B, Cl, F, Ma, W1, W2           | ROL, RCS, KCC           | El único texto en latín, de las 17 piezas del Fascículo 2. |
| Fascículo 3 (N.º 36–46; apéndice folios 83v–86v) |                        | |                        |                        |                                |                         | |
| 36                                               | 63v-                   | El mois d'avril / O quam sancta / Et gaudebit | motete                 | 3 v.                   | B, Cl, F, Hu, Ma, SV, W2       | EFM, RCS                | En los folios 63v y 64 hay dos iniciales que se leen juntas. La primera muestra una cita amorosa y la segunda un clérigo rezando a los pies de la Virgen y el Niño. El tema ya ha sido representado en el folio 5v, pero aquí el artista introduce una variante de una oración. Cada pie de página lleva también escenas de batallas en la primera página y de animales en la segunda. La primera miniatura muestra la acción que tiene lugar en abril, el retorno de la primavera y la vida en la tierra, al igual que el texto del motete. A la izquierda, un paje está de pie, dejando pastar al caballo de su amo. El joven acaba de quitarse el guante para recibir la flor que le ofrece la señora. El margen de la página muestra a un guerrero luchando contra un oso (símbolo de la lucha entre el bien y el mal). La segunda muestra a dos hombres luchando en igualdad de condiciones. El margen de la página siguiente muestra escenas de animales no relacionadas con el tema de las letras historiadas. |
| 37                                               | 66v-                   | Mout me fu gries li departir de m'amiete / In omni fratre tuo non habeas / In saeculum |                        | 3 v.                   | B, Cl, LoB, Hu                 |                         | El poema es obra de Philippe le Chancelier según el manuscrito LoB |
| 38                                               | 68v-71                 | Doz rossignoles jolis, or m'entendés / Virgo gloriosa, forma virginalis / Laetabitur |                        | 3 v.                   | B, Cl, Tu, V                   |                         | |
| 39                                               | 71v-73                 | Povre secours ai encore recovré / Gaude, chorus omnium / Angelus |                        | 3 v.                   | B, Cl, Hu, Ma, N, W2           | ROL                     | |
| 40                                               | 72v-75                 | Par une matinee / Mellis stilla, maris stella / Domino |                        | 3 v.                   | B, Cl, Ca, L, Hu               | RCS, AMM                | |
| 41                                               | 74v-76                 | Au douz mois de mai / Crux, forma penitentie / Sustinere |                        | 3 v.                   | B, Cl                          | RNL                     | |
| 42                                               | 75v-78                 | Quant florist la violete / Non orphanum / Et gaudebit |                        | 3 v.                   | B, F, Hu, W2                   |                         | |
| 43                                               | 77v-79                 | Quant voi l'erbe reverdir / Salve, virgo virginum / Cumque |                        | 3 v.                   | B, Da, V                       | ROL                     | |
| 44                                               | 78v-                   | Quant repaire la verdor / Flos de spina rumpitur / Regnat |                        | 3 v.                   | F, Ma, W2                      |                         | |
| 45                                               | 80v-82                 | Quant voi revenir d'esté la saison / Virgo virginum, lumen luminum / Haec die |                        | 3 v.                   | B, Cl                          | KCC                     | |
| 46                                               | 81v-83                 | L'état du monde et la vie va empirant / Beata viscera Marie virginis tam salutifera / Beata viscera |                        | 3 v.                   | B                              |                         | |
| 47                                               | 83v-84                 | O natio que vitiis que studio / Hodie perillustravit |                        | 2 v.                   | F, W1, W2                      | ROL, TBP                | Aquí comienza el apéndice del fascículo 3 (N.º 47–50). |
| 48                                               | 84-84v                 | Custodi nos, Domine |                        |                        |                                |                         | Sin música, sólo texto en latín. |
| 49                                               | 84v-85                 | A Cambrai avint l'autrier que Sohiers / Sohier |                        | 2 v.                   |                                | KCC                     | El texto cita la villa de Cambrai |
| 50                                               | 85-86v                 | Fole acostumance me fait qe je chant / Dominus | motete                 | 2 v.                   | F, W2, Mg                      |                         | Falta el tenor. En el antiguo F, el texto es Error popularis / Dominus. Por tanto, es un contrafactum del Codex Montpellier. El motete también comparte su material con Ypocrite pseudopontiﬁces y El mois d'avril (N.º 36). |
| Fascículo 4 (N.º 51–72)                          |                        | |                        |                        |                                |                         | |
| 51                                               | 87v-89                 | Conditio nature defuit in filio / O natio nephandi generis / Mane prima sabati |                        | 3 v.                   | B, Da, Fauv, Wo                | MVV                     | Los folios 87v y 88 contienen las miniaturas: Trinidad sufriente y Juego de pelota. En la letra "C" del texto relativo al misterio de la Encarnación de Jesús y la gloria de su madre, se representa una Trinidad "sufriente". Dios Padre, con barba y sentado en un trono, con el pie en el extremo de la "C", presenta a su Hijo crucificado, muerto al mundo, sosteniéndolo en sus brazos y entre sus rodillas. Sobre la cabeza de Jesús figura la paloma del Espíritu Santo. En la parte inferior de la página hay una escena de un juego de habilidad al aire libre, el juego de la pelota, en la que seis mujeres, agrupadas en pares, están inmersas en la acción de gestos y miradas dirigidas hacia el otro juego de la página siguiente. El folio 88 representa la Santísima Trinidad en la letra de la "O" y en la parte inferior de la página el juego de la rana o mano caliente, según Coussemaker. Sentados en el mismo trono que antes, Dios Padre y Jesús, con un gesto común de bendición y ambos provistos de un crucifijo de oro alrededor de sus cabezas, sostienen un libro en sus manos izquierdas. La paloma del Espíritu Santo desciende del cielo en una nube. Esta imagen de la trinidad está muy presente en el último tercio del siglo XIII en los salterios franceses e ingleses para ilustrar el salmo 109, 1-2. Al final de la página, el juego de la rana es sin duda la escena más famosa del cancionero. Es un testimonio del sentido de la observación del iluminador, que plasma con arte la belleza, el brío, el vigor, el dinamismo y la alegría que emanan de este escenario. El personaje central, vestido de rosa y sentado en el suelo, es la rana. Sin poder levantarse, debe intentar coger a uno de los jugadores que le rodean y le empujan, gesticulando, mofándose o burlándose de él para provocarle. |
| 52                                               | 88v-89                 | O Maria, virgo davitica / O Maria maris stella / Veritatem |                        | 3 v.                   | B, Ca, Cl, Da, F, Hu, L, W2    | ORB, DAM                | |
| 53                                               | 89v-92v                | Ave, virgo regia / Ave, gloriosa / Domino |                        | 3 v.                   | B, Cl, Da, Hu, L, W2           | DVH                     | |
| 54                                               | 92v-93                 | Veni, virgo beatissima / Veni, sancte Spiritus / Neuma |                        | 3 v.                   | B                              | KRC                     | |
| 55                                               | 93v-94                 | Ave, beatissima civitas / Ave, Maria gratia plena / Ave maris stella |                        | 3 v.                   | Cl                             |                         | |
| 56                                               | 94                     | Salve virgo rubens / Ave lux lumina / Neuma |                        | 3 v.                   | B, Ca, Cl, Da, LoB, Hu         | AMM                     | |
| 57                                               | 94v-97                 | In salvatoris nomine / In veritate comperi / Veritatem |                        | 3 v.                   | B, Cl, F, Hu, W2               | CPJ                     | El texto es de Guillaume d'Auvergne, obispo de París según un fragmento de un Manuscrito de Múnich. |
| 58                                               | 96v-98                 | Res nova mirabilis / Virgo decus / Alleluia |                        | 3 v.                   | B, Cl, Hu, L                   | DCS                     | |
| 59                                               | 98v-99                 | Fons misericorie / In caelesti curia / Pro patribus |                        | 3 v.                   | B, Cl, D, Da, F, N, R, W2      |                         | |
| 60                                               | 98v-100                | Psallat chorus in novo carmine / Eximie pater egregie / Aptatur |                        | 3 v.                   | B, Da, Hu                      |                         | |
| 61                                               | 99v-100v               | In mari miserie / Gemma pudicicie / Manere | motete                 | 3 v.                   | Fauv, N, R, SV, W2             | DMA                     | |
| 62                                               | 100v-101               | Ex semine / Ex semine Abrahe / Ex semine |                        | 3 v.                   | Perotín B, F, Hu, W1, W2, Wo   |                         | Solo la música está tomada de Perotín, copiando una parte del N.º 10. |
| 63                                               | 101v-103               | Radix venie / Ave Maria / Immolatus |                        | 3 v.                   | F, Ma, W1, W2                  |                         | |
| 64                                               | 102v-                  | Post partum Virgo / Ave regina gloriae / Veritatem |                        | 3 v.                   |                                | KCC                     | |
| 65                                               | 102v-                  | Si vere vis adherere, uti vere / Si vere vis adherere, uti palmes / In saeculum |                        | 3 v.                   | W2                             |                         | |
| 66                                               | 103v-105               | Mater Dei plena gratia, hostium / Mater, virgo pia, omnium refugium / Eius |                        | 3 v.                   |                                | DVH, MVV, AMM           | |
| 67                                               | 104v-106               | Nobili precinitur vaticinio / Flos de virga nascitur, sol / Proles Marie virginis pie |                        | 3 v.                   |                                | BLO                     | |
| 68                                               | 105v-106               | Super te, Jerusalem, de matre / Sed fulsit virginitas de sancto / Dominus |                        | 3 v.                   | Wo                             | CPH                     | |
| 69                                               | 105v-107               | Ave, parens prolis eximie / Ad gratie matris obsequia / Ave Maria |                        | 3 v.                   |                                | CPH, DVF                | |
| 70                                               | 107v-109               | In odorem flagrans dulcedinis / In odoris miro suavio / In odorem |                        | 3 v.                   |                                |                         | |
| 71                                               | 108v-110               | Benigna caeli regina, beata / Beata es, Maria, pre ceteris / In veritatem |                        | 3 v.                   | B                              |                         | |
| 72                                               | 109v-110v              | Salve, mater misericordie, summi / Salve, regina misericordie, vita / Flos filius eius |                        | 3 v.                   |                                |                         | |
| Fascículo 5 (N.º 73–177; apéndice N.º 177)       |                        | |                        |                        |                                |                         | |
| 73                                               | 111                    | In saeculum | hoquetus               | 3 v.                   | B, Cl, Ma                      |                         | Según Anónimo IV, este hoquetus es obra de un español. En el folio 111, inicio del fascículo 5, la letra "i" de "In seculum" ocupa toda la altura de la página. El artista ha dedicado cuatro cuadros independientes a una especie de narración en alabanza de María, que se apilan en la clásica alternancia de fondos rojos y azules. La pintura superior está coronada por una arquería trilobulada característica del arte francés de finales del siglo XIII y coronada por el tejado de un edificio gótico. El ciclo comienza con la Anunciación, donde el arcángel Gabriel señala a la Virgen con su dedo índice. A continuación viene la Natividad, seguida de la Adoración de los Reyes Magos, que se muestra con la estrella, mientras los demás colocan sus ofrendas. La Dormición y la Asunción ocupan el último cuadro, donde dos ángeles levantan a María coronada de lino. |
| 74                                               | 111v-113               | L'autrier m'esbatoie et touz seus pensoie / Demenant grant joie, l'autrie m'en aloie / Manere |                        | 3 v.                   | Cl                             |                         | El folio 111v comienza con una letra "L" historiada de una escena de caza con halcón: una dama sobre un caballo blanco sostiene el ave de presa, mientras un trovero va a su encuentro y toca la musette. El folio 112 está adornado con una letra "D" de temática pastoral, ambientada en el campo en primavera: un pastor y una pastora se abrazan tiernamente, rodeados de ovejas, cabras y un perro pastor. Se trata de una continuación de la escena de la inicial de la hoja anterior, el caballero y el pastor. Ambas escenas recuerdan a la pastorela dramatizada del Jeu de Robin et Marion del poeta Adam de la Halle, conocido como el Jorobado: un caballero suplica el amor de la pastora Marion. Pero ella lo rechaza porque ama a Robin, un pastor que luego se convierte en el rival del caballero. |
| 75                                               | 112v-114               | Hé, Marotele, alons au bois juer / En la praerie Robins et s'amie / Aptatur |                        |                        | B                              |                         | |
| 76                                               | 114v-115               | Amoureusement mi tient li maus / Hé, Amours, mourrai je pour caeli / Omnes |                        | 3 v.                   | B, D, V                        |                         | |
| 77                                               | 115v-117               | Que ferai biaus sire Dieus / Ne puet faillir / Descendentibus |                        | 3 v.                   | B, D                           | DVH, AMM                | |
| 78                                               | 116v-118               | Cele m'a tolu la vie / Lonc tans a / Et sperabit |                        | 3 v.                   | B, Cl, Tu                      | DVH                     | |
| 79                                               | 117v-119               | Quant voi l’aloete / Diex je ne m’en partiré ja / Benedictus Dominus |                        | 3 v.                   | Cl                             | CPH                     | |
| 80                                               | 118v-121               | Je m'en vois, ma douce amie, si vous / Tels a mout le cœur hardi en cuidier / Omnes |                        | 3 v.                   | B                              | CPH                     | |
| 81                                               | 120v-122               | Ja pour mal que puisse avoir ne por dolor / Hé, desloiaus mesdisant, diex voz doint mau jor / Portare |                        | 3 v.                   | B, Cl                          |                         | |
| 82                                               | 121v-124               | Sovent me fait souspirer / En grant / Mulierum |                        | 3 v.                   | SV                             |                         | |
| 83                                               | 122v-                  | Sovent me fait souspirer / En grant effroi sui sovent / Mulierum |                        | 3 v.                   | B, F, Hu, N, R, W2             |                         | |
| 84                                               | 123v-                  | Amors ne mi tendra / Adés mi tient amors joli / Kyrie eleison |                        | 3 v.                   |                                |                         | |
| 85                                               | 124v-125               | Trop souvent me duel / Brunete a qui j'ai mon cœur doné / In seculum |                        | 3 v.                   | B, V                           | RCS                     | |
| 86                                               | 214v-125               | Pos vos, amie, criem morir / Hé, quand je remir son cors le gai / Amoris |                        | 3 v.                   | B, Cl, F, Tu                   |                         | |
| 87                                               | 125v-126               | Dieus, de chanter maintenant / Chant d'oiseaus et fuelle et flor / In seculum |                        | 3 v.                   | Cl                             | ORB                     | |
| 88                                               | 126v-127               | Lonc tans ai mise m'entente / Au comencement d'esté / Hec dies |                        |                        | B, Cl, N, R, W2                |                         | |
| 89                                               | 127v-                  | Se j'ai servi longuement / Trop longuement m'a failli / Pro patribus |                        |                        | B, Cl, D, Da, F, N, R, W2      |                         | |
| 90                                               | 128v-130               | Dame de valour, regart plain d'amour / Dame, votre doz regard m'ocit / Manere |                        | 3 v.                   | Cl, W2                         |                         | |
| 91                                               | 129v-131               | Ja de boine amors mes coeurs ne se departira / Ne sai tant Amors servir que me voelle / Portare |                        | 3 v.                   | B, Cl                          |                         | |
| 92                                               | 130v-132               | Hé, dieus, de si haut si bas sui souples / Mal batu longuement ploure / Cumque |                        | 3 v.                   | B, Cl, Tu, W2                  | ALI                     | |
| 93                                               | 132v-133               | A ce c'on dit bien m'acort que nus / Bele sans orguil et jone sans folie / Et confitebor |                        | 3 v.                   | B, Cl, SV, W2                  |                         | |
| 94                                               | 132v-134               | Bele Aëlis par matin soi levat / Herou, herou, je la voi la, la riens / Flos filius eius |                        | 3 v.                   | B, Da, Tu, V                   |                         | |
| 95                                               | 134v-137               | Encontre le tens de pascour que tous amants / Mens fidem seminat, fides spem germinat / In odorem |                        | 3 v.                   | B, Cl, F, Ma, W1, W2           |                         | |
| 96                                               | 136v-138               | Li maus amorous me tient lonc tans / Dieu! porquoi la regardai / Portare |                        | 3 v.                   |                                |                         | |
| 97                                               | 137v-139               | Renvoisiement irai a la bele / D'amours sunt en grant esmai, tel les ont / Et super |                        | 3 v.                   | N, SV, W2                      |                         | |
| 98                                               | 138v-140               | Vilene gent, ja ne lairons a amer / Honte et dolor et ennui et haschie / Haec dies |                        | 3 v.                   |                                |                         | |
| 99                                               | 139v-140               | Qui bien aime, il ne doit mie demie la nuit dormir / Coeur qui dort, il n'aime pas, ja n'i dormirai / Omnes |                        | 3 v.                   | B                              |                         | |
| 100                                              | 140v-142               | Onques ne se departi / En tel lieu s'est entremis / Virgo |                        | 3 v.                   | N, R, SV                       |                         | |
| 101                                              | 141v-142               | Dieus je n'i os aler / Amors, qui m'aprist / Et super |                        | 3 v.                   |                                |                         | |
| 102                                              | 142v-144               | Lies et jolis sui et serai tant com je revis / Je n'ai joie ne nule achoison / In saeculum |                        |                        |                                |                         | |
| 103                                              | 143v-145               | Aimi, las, vivrai je ainsi que de mes dolours / Doucement me tient amours si que ne puis / Omnes |                        |                        |                                |                         | |
| 104                                              | 145v-146               | En non dieu, que que nus die, quand voi / Quant voi la rose espanie, l'erbe vert / Nobis |                        |                        | B, W2                          | CPH                     | |
| 105                                              | 146v-148               | Riens ne puet ma grant folie destorner / Riens ne puet plus doumagier qu'en privé / Aperis |                        |                        | W2                             |                         | |
| 106                                              | 146v-148               | Quant la froidor trait a fin, qu'oisel du bois / L'autrier chevauchoie delés un vergier / Nostrum |                        |                        |                                |                         | |
| 107                                              | 148v-149               | Hé, tres douces amouretes, a vos sui donés / D'amors esloigniés, ne porroit mon coeur estre / In saeculum |                        |                        |                                |                         | |
| 108                                              | 148v-152               | Jolieté et beauté et valour, sens / Vetus vaticinium patrum prestolantium / Agmina |                        |                        |                                |                         | |
| 109                                              | 151v-153               | Onques n'ama loialment qui pour tourment / Molt m'abelist l'amorous pensanment / Flos filius eius |                        |                        | Cl, N                          |                         | |
| 110                                              | 152v-154               | Nonne sanz amor n'aura ja joie a nul jor / Moine qui a cœur jolif ne doit / Et super |                        |                        | B, Cl, Da, Fauv, Hu, N, R, W2  | KCC                     | |
| 111                                              | 153v-155               | Amours mi font soffrir paine a tort / En may, que rose est florie, que j'oi / Flos filius eius |                        |                        | Cl, F, W2                      | ALI                     | |
| 112                                              | 154v-156               | Pour escouter le chant du roussignol / L'autrier joer m'en alai, en un vergier / Saeculorum Amen |                        |                        | Cl                             |                         | |
| 113                                              | 155v-157               | Navrés sui au coeur si tres doucement / Navrés sui pres dou coeur sans plaie / Veritatem |                        |                        | B                              |                         | |
| 114                                              | 156v-158               | Amours en qui j'ai fiance de merci / Art d'amours ne decevance ne soloie / Et gaudebit |                        |                        |                                |                         | |
| 115                                              | 157v-159               | Tant me fait a vos penser, fins coeurs / Tout li coeurs me rit de joie de vostre beauté / Omnes |                        |                        | B                              |                         | |
| 116                                              | 158v-160               | De jolie coeur doit venir de faire un treble / Je me quidai bien tenir de chanter / Et gaudebit |                        |                        | Gilon Ferrant SV, W2           |                         | |
| 117                                              | 160v-163               | Grant solaz me fet Amors quand a chanter / Pleüst diu qu'ele seüst, ma dame, les maus / Neuma |                        |                        |                                |                         | |
| 118                                              | 162v-164               | L'autrier trouvai une plesant tousete / L'autrier les une espine trovai / In saeculum |                        |                        |                                |                         | |
| 119                                              | 163v-166               | Au douz tanz que chantent cil oisel / Beaux douces amis, m'avés vous foi portée / Manere |                        |                        | B, Tu                          |                         | |
| 120                                              | 165v-167               | En son service amourous toute ma vie / Tant est plesaint, bien faite et bien taillie / In saeculum |                        |                        |                                |                         | |
| 121                                              | 167v-168               | En mai quand rose est florie, par matin / Quant voi le dou tans venir, la flor / Latus |                        |                        | Cl, F, W2                      |                         | El texto se atribuye al trovador Robert de Rains. Figura en los manuscritos Ars 845, 847 y 1050 |
| 122                                              | 167v-169               | Las, porqu'acointai la bele au cler vis / Donés sui sans repentir a ma douce / Eius |                        |                        |                                |                         | |
| 123                                              | 168v-170               | Li noviaus tens et la flor qui apert / Onques ne fui repentanz d'Amours servir / Tatem |                        |                        |                                |                         | |
| 124                                              | 170v-172               | Desconfortés ai esté longuement, n'encor n'i voi / Amors qui tant m'a grevé, qui pour morir / Et super |                        | 3 v.                   | D, Hu, Ma, SV, W2              | ROL                     | |
| 125                                              | 171v-173               | Je ne puis ne si voeil departir / Amors me tiennent jolis, car ades / Veritatem |                        | 3 v.                   |                                |                         | |
| 126                                              | 172v-174               | Onques ne se departi mes coeurs d'amer / En tel lieu s'est entremis mes coeurs d'amer / Virgo |                        | 3 v.                   |                                |                         | cf. N.º 100 |
| 127                                              | 173v-175               | Quant define la verdour, que muert / Quant repaire la doucour, que per la fuelle / Et spiritui sancto |                        |                        | Cl, W2                         | EW                      | |
| 128                                              | 174v-177               | J'ai si bien mon coeur assiz que plus jolis / Aucun m'on par leur envie a tort blasmé / Angelus Domini |                        |                        | B, Cl, Hu, Ma, N, W2           | ROL, ALI                | |
| 129                                              | 176v-178               | Joie et soulas ne mi vaut puisqu'a la bele / Jonete sui, brune, cleire et plaisans / Eius |                        | 3 v.                   | B, Cl                          |                         | |
| 130                                              | 177v-179               | Mout souvent m'ont demandé plusours / Mout ai esté en doulour longuement / Mulierum |                        | 3 v.                   | Cl                             | CPH                     | |
| 131                                              | 179v-181               | Quant se depart la verdure des chans / Onques ne soi amer a gas celui / Docebit omnem |                        | 3 v.                   |                                | ALI                     | El texte cita la villa de Tournai. |
| 132                                              | 180v-182               | Trop fu li regart amer qui mon coeur / J'ai si mal n'i puis durer quand me comment / In saeculum |                        | 3 v.                   | W2                             |                         | |
| 133                                              | 181v-183               | A une ajornée s'est Margot / Doce dame en qui dangier sui / In saeculum |                        | 3 v.                   | W2                             |                         | |
| 134                                              | 182v-184               | La beauté ma dame le cœur m'esjoït / On doit fin amor anourer nuit et jor / In seculum |                        | 3 v.                   | Cl                             | ALI                     | |
| 135                                              | 183-186                | Quant florist la violete / El mois de mai / Et gaudebit |                        |                        | B, F, Hu, W2                   | AMM                     | |
| 136                                              | 183v-186               | Quant florist la violete, la rose et la flour / El mois de mai que florissent rosier et glai / Et gaudebit |                        |                        | Ma, W2                         |                         | |
| 137                                              | 185v-188               | Bien me doi desconforter quand fine amour / Cum li plus desesperés qui soit, chant / In corde |                        |                        | B, Cl, Ma                      | ROL, RCS                | |
| 138                                              | 187v-189               | Ja n'amerai autre que cele cui j'ai / Sire dieux, li doux maus m'ocist que j'ai / In saeculum |                        |                        | Cl                             | KCC, AMM                | |
| 139                                              | 188v-190               | J'ai les biens d'amour sans dolour / Que ferai, biau sire diex? li regart / In saeculum |                        |                        |                                |                         | |
| 140                                              | 189v-191               | Encontre le mois d'avril qui si mi vait / Amours, tant voz ai servi, et poi / Neuma |                        |                        | F                              |                         | |
| 141                                              | 190v-192               | Quant voi yver repairier et la froidour / Au doz tens plaisant qu'oisiau sont |                        |                        | B, Da, V                       |                         | |
| 142                                              | 191v-193               | Douce dame par amour, virge mere / Quant voi l'erbe reverdir et le tans / Cumque |                        |                        |                                |                         | |
| 143                                              | 193v-195               | Pucelete bele et ave nant, joliete / Je langui des maus d'amours mieuz aim assez qu'il m'ocie / Domino |                        |                        | F                              | GRA, RCS, KCC, AMM      | |
| 144                                              | 194v-196               | Bele Aëlis par matin soi levat / Herou, herou, je la voi la, la riens / Flos filius eius |                        |                        |                                |                         | cf. N.º 77 |
| 145                                              | 195v-197               | Par un matinet l'autrier oï chanter / Hé, sire, qui vos vantez que vos avez / Hé, bergier! si grant envie j'ai de toi / Eius |                        | 3 v.                   |                                |                         | cf. N.º 22 |
| 146                                              | 196v-198               | Hé, mere diu ! regardez m'en pitié / La virge marie loial est amie / Aptatur |                        | 3 v.                   | B                              | AGR, AMM                | |
| 147                                              | 198v-200               | Hé, Marotele, alons au bois juer / En la praerie Robins et s'amie / Aptatur |                        | 3 v.                   |                                |                         | |
| 148                                              | 199v-201               | Si come aloie jouer l'autrier / Deduisant com fins amourous / Portare |                        |                        |                                |                         | |
| 149                                              | 200v-202               | Sea valors vient d'estre amourous / Bien me sui aparceü qe de vivre / Hic factus est |                        |                        | B, N, W2                       |                         | |
| 150                                              | 203v-204               | Quant voi la flourete naître en la prée / Je sui joliete, doucete et plaisans / Aptatur |                        |                        |                                |                         | |
| 151                                              | 205v-206               | Zo frigandés, zo, zo frigandés, zo! De fine amour / C'est a Paskes en avril que chantent / om |                        |                        |                                |                         | El texto es el mismo que el del N.º 121. |
| 152                                              |                        | |                        |                        | Cl                             |                         | |
| 153                                              |                        | |                        |                        |                                |                         | |
| 154                                              |                        | |                        |                        |                                |                         | |
| 155                                              |                        | |                        |                        |                                |                         | |
| 156                                              |                        | |                        |                        |                                |                         | |
| 157                                              |                        | |                        |                        |                                |                         | |
| 158                                              |                        | |                        |                        |                                |                         | |
| 158                                              |                        | |                        |                        |                                |                         | |
| 160                                              | 211v-212               | Mon fin cœur n'est pas a moi, ma dame l'a / Flor ne verdor, oisiaus chantant par dochor / Eeius |                        |                        |                                |                         | |
| 161                                              | 212v-213               | Ci mi tient li maus d'amer, haro! / Haro! je n'i puis durer, ci mi tient / Omnes |                        |                        |                                | KCC                     | |
| 162                                              |                        | |                        |                        |                                |                         | |
| 163                                              | 212v-214               | Nonine sanz amor n'aura ja joie a nul jor / Mnoine qui a cœur jolif ne doit / Et super |                        |                        |                                |                         | |
| 164                                              | 213v-215               | Qu'ai je forfait ne mespris, dame / Bons amis, je vos rendrai les deperz / In saeculum |                        |                        | B, D                           |                         | |
| 165                                              | 214v-215               | Flor de lis, rose espanie, taillie / Je ne puis, amie, les max endurer / Douce dame que j'aim tant |                        |                        | B                              | ROL                     | |
| 166                                              | 214v-216               | Il n'a en toi sens ne valours, Robins / Robins, li malvais ouvriers, a escondit / Omnes |                        |                        |                                |                         | |
| 167                                              | 215v-216               | En non Dieu! que que nus die, trop a / En non Diu! que que nus die, l'amor n'est pas / In saeculum |                        |                        |                                |                         | |
| 168                                              | 217v-218               | Blanchete comme fleur de lis, doucement / Quant je pens a ma douce amie que j'ai / Valare |                        |                        |                                | ROL, ALI                | |
| 169                                              | 218v-219               | Li jalous partout sunt fustat et portent / Luit cil qui sunt enamourat viegnent / Veritatem |                        |                        |                                |                         | |
| 170                                              | 218v-220               | Mout est fous qui s'entremet de fame / Mourrai je en atendant, Amours / Omnes |                        |                        | B                              |                         | |
| 171                                              | 219v-221               | Mesdisant par leur envie m'ont mis / Beau cors qui a tot doit plaire / Veritatem |                        |                        |                                |                         | |
| 172                                              | 220v-222               | Au douz tanz que chantent cil oisel / Beaux douces amis, m'avés vous foi portée / Manere |                        |                        |                                |                         | |
| 173                                              | 221v-223               | D'amer ne me fain je pas, et pour ce / Onques d'amer ne fui las, n'encor / Aperis |                        |                        | B                              |                         | |
| 174                                              | 223v-225               | Nus hom ne porroit savoir que c'est / Cil s'entremet de folie qui contre amors / Victime |                        |                        | B                              |                         | |
| 175                                              | 224v-226               | La joliveté ma dame de pris, debonereté / Douce amiete au coeur gai, blanchete / V |                        |                        |                                |                         | |
| 176                                              | 225v-227               | Ma loyauté m'a nuisi vers amors / A la bele Yzabelot voil aler / Omnes |                        |                        |                                |                         | |
| 177                                              | 227v-228               | O virgo pia, candens lilium / Lis ne glais ne rosiers fioris / Amat |                        |                        | Ca, Tu                         |                         | Único apéndice del fascículo 5. |
| Fascículo 6 (N.º 178–252)                        |                        | |                        |                        |                                |                         | |
| 178                                              | 231-231v               | La bele m'ocit. Diex! qui m'en garira? / In saeculum |                        |                        |                                |                         | El folio 231 lleva una letra "L" historiada con el tema del desamor, mientras que el pie de página está dedicado al juego de los bolos. Se trata de uno de los juegos más populares de la Baja Edad Media (a menudo se encuentra en la parte inferior de los márgenes de los manuscritos "septentrionales" de finales del siglo XIII y las primeras décadas del siglo siguiente). Una estaca clavada en el suelo es la meta que hay que alcanzar con las dos bolas grandes de que dispone cada jugador. A la izquierda, un detalle excepcionalmente realista, un bar es regentado por el posadero. Esta escena está poblada por siete personajes con gestos diferentes, bien destacados por el iluminador. La letra, que comenta el texto "La belle m'ocit", muestra a una joven que apunta con una flecha a un joven arrodillado que le ruega que no rechace su amor y que no le haga sufrir más. La explicación más lógica de la relación entre las dos escenas es que ambas requieren un objetivo específico para ser alcanzadas. |
| 179                                              | 231v-232v              | D'amors nuit et jour me lo, mes pour certes / Hodie |                        |                        | 845                            |                         | |
| 180                                              | 232v-233               | A tort sui d'Amours blasmée: Hé, Dieu! / Latus |                        |                        |                                |                         | |
| 181                                              | 233                    | Bien doit avoir joie qui bien / In saeculum |                        |                        | W2                             |                         | |
| 182                                              | 233v-234               | Tant grate chievre qui mal gist / Tanquam |                        |                        | F, W2                          |                         | |
| 183                                              | 234-234v               | En non Dieu! c'est la rage qui li maus / Ferens pondera | motete                 |                        | D, N, R, W2                    |                         | Texto de un trovero, el monje de Saint-Denis, según los manuscritos N y R |
| 184                                              | 234v                   | Hui main au dolz mois de mai, devant le soleill / Haec dies |                        |                        | F, N, R, W2                    | KCC                     | |
| 185                                              | 235                    | Ne sai tant Amours servir qu'el mi vuille / Ja de bone amour mes coeurs ne se departira / Portare |                        |                        | B, F, Fauv, W2                 | KCC                     | |
| 186                                              | 235-235v               | Je chant qui plourer devroie quand la bele / Latus |                        |                        | W2                             |                         | |
| 187                                              | 235v-236               | Face de moi son plaisir, en sa merci / Omnes |                        |                        | W2                             |                         | |
| 188                                              | 236v-237               | Douce dame sans pitié qui j'ai mon coeur / Sustine |                        |                        | N, R, SV, W2                   |                         | |
| 189                                              | 237-237v               | A la clarté qui tout enlumina nostre grant tenebror / Et illuminare |                        |                        | F, W2                          | BLO, RNL, KCC           | |
| 190                                              | 237v-238               | Dau tans pascor meinent joie et baudor / Domineo |                        |                        |                                |                         | |
| 191                                              | 238-238v               | Fines amoretes, je vous cri merci / Fiat |                        |                        | W2                             |                         | |
| 192                                              | 238v-239               | Merci, de qui j'atendoie secors / Fiat |                        |                        | D, N, SV, W2                   |                         | |
| 193                                              | 239                    | Li cler vis a devis, li douz ris seignouris / Domino quoni |                        |                        | Ma, W2                         |                         | |
| 194                                              | 239-239v               | Li pluiseurs se plaignent d'amors mes tosjors / Go |                        |                        | F,W2                           |                         | |
| 195                                              | 239v-240               | A veos, douce debonire, restors / Omnes |                        |                        |                                | CPH                     | |
| 196                                              | 240-241                | Beaux douces amis, or ne vouz anuit mie / Domine |                        |                        |                                |                         | |
| 197                                              | 241-241v               | J'ai trové qui me vuet amer, s'amerai / In saeculum |                        |                        | D                              |                         | |
| 198                                              |                        | |                        |                        |                                |                         | El texto cita las villas de Arrás y Douai. |
| 199                                              |                        | |                        |                        | N                              |                         | |
| 200                                              | 242v-243               | Quant je parti de m'amie, si li dis / Tuo |                        |                        |                                | ALI, KCC                | |
| 201                                              | 243-243v               | En une chambre cointe et grant se sist / Et gaudebit |                        |                        | F, W2                          |                         | |
| 202                                              | 244                    | Hier main jouer m'en aler, tous seuz / Latus |                        |                        |                                |                         | |
| 203                                              | 244v-245               | Quant florissent li buisson, que nais / Domino quoni |                        |                        | W2                             |                         | |
| 204                                              | 245v                   | La pire roe du char, c'est cele / Alatus | motete                 |                        | 1050                           |                         | Según el manuscrito Ars 1050, el texto es del trovero Robert de Rains. Rokseth sugiere la atribución al monje de Saint-Denis, pero sin aportar más fuentes. |
| 205                                              | 244v-245               | Quant florissent li buisson, que nais / Domino quoni |                        |                        |                                |                         | |
| 206                                              | 245v                   | La pire roe du char, c'est cele / Latus |                        |                        |                                |                         | |
| 207                                              | 246-246v               | Ne m'a pas oublié cele dont j'atent / In saeculum |                        |                        |                                | ROL, ALI                | El folio 246 contiene una miniatura: un par de amantes abrazados al pie de un castillo atraen la atención de dos vecinos que, asomados a una ventana, los señalan. En la parte inferior de la página, hay una escena de caza de ciervos. El bosque se sugiere mediante tres árboles y los personajes están diseminados. Un jinete, armado con una lanza en la mano derecha, toca un cuerno con la mano izquierda, mientras dos arqueros lanzan flechas al animal, rodeado por la manada. La escena se encuentra en el folio 270. |
| 208                                              | 246v-247               | Nus ne se doit repentir d'amor por mal / Audi filia |                        |                        | N, R                           |                         | |
| 209                                              | 247-247v               | Qui loiaument sert s'amie ne li set / Letabitur |                        |                        | N, R, W2                       |                         | |
| 210                                              | 247v-248               | En mai quand neist la rousée, que gelée / Domine |                        |                        | F, W2                          |                         | |
| 211                                              | 248-248v               | Traveillié du mau d'amer, en pensant / Et confitebor |                        |                        | F, W2                          |                         | |
| 212                                              | 249                    | Amis, vostre demorée me feit d'amours / Pro patribus |                        |                        |                                |                         | |
| 213                                              | 249v                   | Li dous termines m'agrée del mois / Balaam |                        |                        | N, R                           |                         | |
| 214                                              | 250-250v               | M'ocirrés voz, dous frans coeurs et gentis? / Audi filia |                        |                        |                                |                         | |
| 215                                              | 250-251                | Qui d’amours / Lux magna |                        |                        |                                | ALI, KCC                | |
| 216                                              | 251v-52v               | Envie a mout grant vertu: mout m'a despleü / In virtute veritate |                        |                        | N, R, W2                       |                         | |
| 217                                              |                        | |                        |                        |                                |                         | |
| 218                                              |                        | |                        |                        | F, W2                          |                         | |
| 219                                              |                        | |                        |                        |                                |                         | |
| 220                                              |                        | |                        |                        | N, SV, W2                      |                         | |
| 221                                              |                        | |                        |                        | F, W2                          |                         | |
| 222                                              |                        | |                        |                        |                                |                         | |
| 223                                              | 255                    | Quant yver la bise / In seculum |                        |                        |                                | ALI                     | |
| 224                                              | 255v-256               | Beaux coeurs desirrés et dous, je sui mis / Audi filia |                        |                        | D                              |                         | |
| 225                                              | 256-256v               | Sans orgueil et sans envie / Iohanne |                        |                        | W2                             | AMM                     | |
| 226                                              | 256v-257               | Bien cuidoie avoir d'Amours werredon / Fiat |                        |                        | V                              |                         | |
| 227                                              | 257-257v               | Hé ha que ferai ? bele, je vous ai tant amée / Pro patribus |                        |                        |                                |                         | |
| 228                                              | 257v-258               | Je gart le bois que nus n'en port flourete / Et confitebor |                        |                        |                                | KCC                     | |
| 229                                              | 258-258v               | S'amour souspris m'a; ha! j'aim, ha! / Eius |                        |                        |                                |                         | |
| 230                                              | 258v-259               | Li maus amorous me tient, si sai / In saeculum |                        |                        |                                |                         | |
| 231                                              | 259                    | Puisque bele dame m'eime, destourber / Flos filius eius |                        |                        | N, R                           | DVH, ALI                | |
| 232                                              | 259v-260               | Tout adés mi troverés cointe et amourous / In saeculum |                        |                        | V, W2                          |                         | |
| 233                                              | 260                    | Hyer main chevauchoie dejouste un vergier / Portare |                        |                        | N                              |                         | |
| 234                                              | 260-260v               | J'ai un coeur qui me semont d'avoir / Docebit |                        |                        |                                |                         | |
| 235                                              | 260v-261v              | Ja ne me souvendra de cele qui mon coeur a / Eius |                        |                        |                                |                         | |
| 236                                              | 261v-262               | Ne m'oubliez mie, bele et avenant / Domino |                        |                        | F                              | ALI, KCC                | |
| 237                                              | 262-262v               | Mout sui fous quand ne me taiz, car ausint / Inquirentes |                        |                        |                                |                         | |
| 238                                              | 262v-263               | Manoir me fait en folie mon coeur / Manere |                        |                        | F                              |                         | |
| 239                                              | 263v                   | Pensis, chief enclin, ier matin erroie / Flos filius eius |                        |                        |                                | KCC, AMM                | |
| 240                                              | 263v-264               | Mout soloie chant et joie hanter / Latus |                        |                        | F                              |                         | |
| 241                                              | 264-265                | Quant voi la fleur / Et tenuerunt |                        |                        | N, W2                          | ALI                     | |
| 242                                              | 265-265v               | Je m'estoie mis en voie de querre / Docebit |                        |                        | SV, V                          |                         | |
| 243                                              | 265v-266               | Pour quoi m'avés voz douné, mere, mari? / Docebit |                        |                        | SV, Tu                         |                         | |
| 244                                              | 266-266v               | Chanter m'estuet sans delai pour le tens / In corde |                        |                        | F, W2                          |                         | |
| 245                                              | 266v-267               | A cele ou j'ai mon coeur mis, mon coeur / Amoreis |                        |                        | F, W1                          |                         | |
| 246                                              | 267-267v               | Hier main toz seus chevauchoie seur mon palefroi / Domine |                        |                        |                                |                         | |
| 247                                              | 267v-268               | Ja pour longue demourée n'iert bone / Dies |                        |                        | F                              | KCC                     | |
| 248                                              | 268                    | Endurez, endurez les dous maus d'amer / Alleluia |                        |                        | W2                             | KCC                     | |
| 249                                              | 268-268v               | Cil brunés ne me meine mie / In saeculum |                        |                        | W2                             |                         | |
| 250                                              | 269                    | D'une fause ipocrisie se sont / Lux magna |                        |                        |                                |                         | El texto cita la villa de París. |
| 251                                              |                        | |                        |                        | F                              |                         | |
| 252                                              | 269v                   | Hé, monnier ! pourrai je moudre ? / Omissus |                        |                        | W2                             | KCC                     | |
| Fascículo 7 (N.º 253–302; apéndice: 299–302)     |                        | |                        |                        |                                |                         | |
| 253                                              | 270-273                | S'Amours ewist point de pooir, je m'en dewisse / Aul renoveleir dou jolit tens moi stuet / Ecce jam votiva |                        |                        | Pierre de la Croix Tu          |                         | El texto y la música de este motete, así como del siguiente, se le atribuyen a Petrus de Cruce en el tratado Speculum Musices de Jacobo de Lieja. En la misma página 270 aparecen dos iniciales. A la izquierda, sobre un fondo rojo, dentro de una "S", dos amantes están sentados en un banco al pie de un árbol. La mano izquierda de la dama se apoya en el muslo del joven, que pone su mano en el hombro de su amada. Su mano derecha acaricia un animal: un conejo para la mujer y un pequeño perro para el hombre. A la derecha, sobre un fondo azul, un hombre sentado (en la misma posición que el hombre de la otra letra) medita en actitud reflexiva, con la cabeza apoyada en la mano. En la parte inferior de la página se representa una cacería de ciervos con halcones. Un jinete sobre un caballo al galope hace sonar su cuerno mientras un perro acecha al ciervo. En el centro, un arquero se dispone a disparar una flecha a un ave de presa que le observa en lo alto del follaje. |
| 254                                              | 273-275                | Aucun ont troveit chan par usage / Lonc tens me sui tenus de chanteir / Annuntiantes |                        |                        | Pierre de la Croix Tu          | DMA, MBC                | |
| 255                                              | 275v-277v              | J'ai mis tote ma penseie lonc tens en amur / Je n'en puis mais se je ne chans sovent / Puerorum caterva |                        |                        | Ca, D, Tu                      | ROL, ALI                | |
| 256                                              | 277v-279               | Entre Copin et Borgoi, Hanikot et Charlot / Je me quidoie tenir desoresmais de chanteir / Belle Izabelos m'at mort, belle Izabelos |                        |                        | B, Tu                          | ALI                     | El texto cita la villa de París. |
| 257                                              | 279-270v               | Plus joliement c'onkes mais voelh chenteir / Quan li dous tens soi debrise k'oiselon / Portare |                        |                        | Tu                             | AMM                     | |
| 258                                              | 280v-282               | Entre Adam et Haniqal, Hankart et Gautelot / Chief bien cheant, ondés et fremiant / Aptatur |                        |                        | Adam de la Halle B, Ha, Tu, Va |                         | cf. N.º 308. |
| 259                                              | 282-283v               | Par un matinet l'autrier m'aloie / Les un bosquet vi Robinet / Portare |                        |                        | B                              |                         | |
| 260                                              | 283v-284v              | Au cœur ai un mal qui me destraint souvent / Je ne m'en repentirai d'ameir / Jolietement me tient |                        |                        | B, Tu                          | ALI                     | |
| 261                                              | 284v-285v              | L'autre jour par un matinet m'en alait / Hier matinet trouvait sans son bergeret / Omnes Ite missa est |                        |                        | B                              | AMM                     | |
| 262                                              | 286-288                | Bien me doi sor toutes riens d'amour loer / Je n'ai, que que nus en die / Kyrie fons | motete                 |                        | Tu                             |                         | El manuscrito de Dijon 526 atribuye el texto de este motete al trovero Richard de Fournival. |
| 263                                              | 288-290                | Adieu comment amouretes / Aucun se sont loé d'amours / Super te |                        |                        | Adam de la Halle Ha            |                         | Atribuido al trovero Adam de la Halle, por el manuscrito Ha, así como el N.º 279. El texto cita la villa de Arras y Artois |
| 264                                              | 290v-292               | Aucuns vont souvent par leur envie / Amor qui cor vulnerat / Kyrie eleison |                        |                        | Ca, Tu                         | RSA                     | Rokseth sugiere la atribución a Jehannot de Lescurel, pero Tischler sostiene que tanto texto como música son de Petrus de Cruce. |
| 265                                              | 292-293                | Mout me fu gries li departirs de m'amiete / Robins m'aimme, Robins m'a / Portare |                        |                        | B                              | MZT, KCC                | |
| 266                                              | 293-293v               | O virgo pia, candens lilium / Lis ne glais ne rosiers fioris / Amat |                        |                        |                                |                         | |
| 267                                              | 294-295v               | Or ne sai je que devenir / Puisque d'amer sui desirrans / Kyrie Leyson |                        |                        |                                | ALI                     | |
| 268                                              | 295v-297               | Salve, virgo virginum, salve, lumen / Est-il dont ainsi et la belle / Aptatur |                        |                        | B, Hu, Tu                      |                         | |
| 269                                              | 297-298v               | En mai quand rosier sont flouri / L'autre jour par un matin chevauchoie / Hé, resvelle toi |                        | 3 v.                   |                                | DMA, AMM                | |
| 270                                              | 298v-300v              | Amours dont je sui espris me fait chanter / L'autrier au douz mois d'avril / Chose tassin |                        |                        |                                | ALI, BSG                | |
| 271                                              | 300v-301               | Dame belle et avenant et de biau port / Fi, mari, de vostre amour, quar j'ai ami / Nus n'iert ja jolis s'il n'aime |                        |                        |                                |                         | |
| 272                                              | 301-302v               | Tres joliement me voell maintenir / Imperatrix supernorum civium / Cis a cui je sui amie |                        |                        | D                              |                         | |
| 273                                              | 304-305v               | Or voi je bien que il mi convent descovrir / Eximium decus virginum reorumque / Virgo |                        |                        | B, Tu                          | AMM                     | |
| 274                                              | 305v-307v              | Quant vient en mai qu'erbe va verdoiant / Ne sai que je die, tant voi vilanie / Amoris Johanne |                        |                        | B, F, Fauv, W2                 | ALI, KCC                | |
| 275                                              | 307v                   | Iam nubes dissolvitur / Iam novum sydus oritur / Solem | motete                 |                        | Hu, Tu, Ba, On                 | PHH, RNL                | El motete aparece asimismo, con el texto "Ave Maria" en el tenor, en un Manuscrito de Tréveris, Stadtbibl. 322/1994 (folios 214v-215). |
| 276                                              | 309v-310               | Nus ne se doit... -gier, car, au mien cuidier, qui de tout le monde ... Expl ... je ne l'en quier: o vous le m'estuet laissier. / Je sui en melencolie ... le talon. Las, trop c'est de moi eslongie ... Expl ... fols est qui se marie |                        |                        |                                |                         | |
| 277                                              | 310v-311v              | Coument se poet nul tenir de joie / Se je chante mains que ne suell / Qui prendroit a son cœur |                        |                        |                                |                         | |
| 278                                              | 311-313                | Dieux ! qui porroit, quand il vodroit, sanz mal penser / En grant dolour, en grant paour, en grant tristour / Aptatur |                        |                        |                                | AMM                     | |
| 279                                              | 313-316                | De ma dame vient li dous maus que je trai / Diex, comment porroie trouver voie / Omnes |                        |                        | Adam de la Halle Ha            |                         | cf. N.º 263 |
| 280                                              | 316-319                | Qui amours / Li dous pensers / Cis a cui |                        |                        | B, D, Tu                       | ROL                     | |
| 281                                              | 321-321v               | Anima mea liquefacta est / Descendi in ortum meum / Alma |                        |                        | B, Cl, Da, F, Tu               |                         | |
| 283                                              | 321v-322v              | Amor vincens omnia potentia / Marie preconio devotio / Aptatur |                        |                        | B, Hu                          |                         | |
| 284                                              | 322v-323v              | Salve Virgo nobilis / Verbum caro / Verbum |                        | 3 v.                   | B, Hu                          | ROL                     | |
| 285                                              | 323v-324v              | Ave, regina caelorum, ave, domina / Alma redemptoris mater que previa / Alma |                        |                        | B, Hu                          |                         | |
| 286                                              | 324v-325               | Studentes coniugio viduis / De se debent bigami non de papa / Kyrie |                        |                        | B                              |                         | |
| 287                                              | 325-326                | Ave, virgo virginum Maria / Christe, tibi conqueror quod iniuste / Alma |                        |                        |                                |                         | |
| 288                                              | 326v-328               | Dieux, ou porai je trover mercit / Ce sunt amorettes ki moi tinent / Ki n'a point d'argent Omnes |                        |                        | B, Ca, Tu, V                   |                         | |
| 289                                              | 328-329v               | Amours qui si me maistrie me fet chanter / Solem justitie laetitie / Solem |                        |                        |                                |                         | Rokseth sugiere la atribución a Jehannot de Lescurel, pero Tischler sostiene que tanto texto como música son de Petrus de Cruce. |
| 290                                              | 330-331v               | Nouvele amour m'a saisi dont ne puis / Haute amor m'a assalli dont trop / Hé, dame jolie, mon cœur |                        |                        | D                              |                         | |
| 291                                              | 332-333v               | Bien met amours son pooir a moi / Dame, alegiés ma grevance en boine foi / A París |                        |                        |                                |                         | La tabla del principio del códice se detiene aquí, al igual que la primera numeración de los folios en romano, que se reanuda en árabe en el folio 334; es decir, (332) en la segunda numeración, situada en el margen. |
| 292                                              | 333v-335               | De chanter me vient talens par boine amour / Bien doi boine amor loer hautement / Chose Tassin |                        |                        |                                | BSG                     | |
| 293                                              | 335-336v               | Donnez ma dame ai mon coeur tresdont / Adies sunt ces sades brunetes / Kyrie caelum |                        |                        |                                |                         | |
| 294                                              | 336v-338               | Entre Jehan et Philippet, Bertaut et Estienne / Nus bein ne puet desiervir les biens / Chose Tassin |                        |                        |                                | BSG                     | |
| 295                                              | 338-339                | Toutes voies m'a amours assali / Trop ay de grieté pour cheli / Ja la truis trop asprete |                        |                        | D                              |                         | |
| 296                                              | 339-339v               | Boine amours mi fait chanter / Uns maus sa ve reus et dous qui m'a / Portare |                        |                        |                                |                         | |
| 297                                              | 339v-341v              | Quant che vient en mai, en la tres douche saison / Mout ai esté longement en fole pensée / Chose Loyset |                        |                        |                                |                         | |
| 298                                              | 341v-344               | Lonc tans ai atendu le mierchi de madame / Tant ai souffert en amant / Surrexit |                        |                        |                                |                         | |
| 299                                              | 344v-345               | Pour chou que j’aim ma dame / Li joli tans / Kyrieleison |                        |                        |                                | AMM                     | Rokseth sugiere la atribución a Jehannot de Lescurel, pero Tischler sostiene que tanto texto como música son de Petrus de Cruce. |
| 300                                              | 346                    | Salve Virgo virginum / Salve sancta parens / Omnes |                        | 3 v.                   |                                | BLO                     | |
| 301                                              | 347-348                | Laqueus conteritur venantium / Laqueus |                        |                        | LoB                            |                         | El texto es de Philippe le Chancelier según el manuscrito LoB |
| 302                                              | 348-349v               | Theoteca virgo geratica, Maria / Las, pour quoi l'eslonge tant / Qui prandroit |                        |                        |                                |                         | |
| Fascículo 8 (N.º 303–345)                        |                        | |                        |                        |                                |                         | |
| 303                                              | 348 (350)              | Deus in adjutorium meum intende laborantium | conductus              | 3 v.                   | Tu                             | ROL                     | Al principio de este fascículo, hay una miniatura historiada, copiada de la primera del códice, en la "D" del mismo texto, Deus in adjutorium: tres cantores ante un atril. La especificidad de la representación consiste en tonos más rojos y en destacar la desproporción de la oreja del cantor en el centro. Por cierto, en el margen del primer folio se dibujó un solo pájaro cantando en una hoja. En esta, dos pájaros enfrentados parecen responder al arte musical de los humanos. En la parte inferior de la página, un perro echa una carrera a un conejo, a imagen y semejanza de las voces polifónicas. Esta representación de tres cantantes acompañaba a menudo el inicio de una colección de motetes de la época, como por ejemplo en W2, fascículo 3 folio 31. Esta miniatura nos permite conjeturar que este fascículo fue quizás el comienzo de un nuevo manuscrito independiente. |
| 304                                              | 350v-351v              | Aucun ont troveit chan par usage / Lonc tens me sui tenus de chanteir / Annuntiantes |                        |                        |                                |                         | |
| 305                                              | 351v-352v              | J'ai mis tote ma penseie lonc tens en amur / Je n'en puis mais se je ne chans sovent / Puerorum caterva |                        |                        |                                |                         | |
| 306                                              | 352v-353               | O presul eximie Doctor veritatis / O virtutis speculum santitate notum / Sacerdoum | motete                 | 3 v.                   |                                | AGT                     | El texto alaba a San Agustín, mientras que el duplum alaba a San Martín. |
| 307                                              | 352v-354v              | Plus joliement c'onkes mais voelh chenteir / Quan li dous tens soi debrise k'oiselon / Portare |                        |                        |                                |                         | El texto cita la villa de París. |
| 308                                              | 355-355v               | Entre Adam et Haniqal, Hankart et Gautelot / Chief bien cheant, ondés et fremiant / Aptatur |                        |                        | Adam de la Halle               |                         | |
| 309                                              | 355v-356v              | Par une matinée el mois joli d'avril / O clementie fons et venie / D'un joli dart |                        |                        | D                              |                         | El texto cita la villa de Compiègne. |
| 310                                              | 357-357v               | Au cœur ai un mal qui me destraint souvent / Je ne m'en repentirai d'ameir / Jolietement me tient |                        |                        |                                |                         | |
| 311                                              | 357v-359               | Se je chante ce fait amour / Bien doi amer mon ami autant que moi / Et sperabit |                        |                        |                                | ALI                     | |
| 312                                              | 359v-361               | Bien me doi sor tote riens d'amur loeir / Je n'ai, keu ke nus en die / Kyrie fons leison |                        |                        |                                |                         | |
| 313                                              | 361v-362               | L'autre jour me chevauchoie / L'autrier joiant et joli doi compaignon / Vilain, lieve sus |                        |                        |                                |                         | El texto cita la villa de Orléans. |
| 314                                              | 362-363v               | Aucuns vont souvent par leur envie / Amor qui cor vulnerat / Kyrie eleison |                        |                        |                                |                         | |
| 315                                              | 364-364v               | Porta preminentie carens / Porta penitentie per quam sol / Portas |                        |                        |                                | RNL                     | |
| 316                                              | 364v-365v              | Se je sui lies et chantans, c'est de raison / Jolietement, de coeur bonement / Omnes |                        |                        |                                |                         | |
| 317                                              | 366-367                | Aucun qui ne sevent servir Amour / Iure tuis laudibus benivolis / Maria |                        |                        |                                | DAM                     | Rokseth sugiere la atribución a Jehannot de Lescurel, pero Tischler sostiene que tanto texto como música son de Petrus de Cruce. |
| 318                                              | 367v-368v              | Salve, virgo virginum, salve, lumen / Est-il dont ainsi et la belle / Aptatur |                        |                        | Tu                             |                         | |
| 319                                              | 368v-369v              | On parole de batre et de vanner / A París soir et matin truev on bon pain / Fresse nouvelle! Muere France! Muere, muere France ! |                        |                        |                                | ROL, DMA, RCS, KCC      | Le texte cite la ville de París. |
| 320                                              | 369v-370v              | En mai quand rosier sont flouri / L'autre jour par un matin chevauchoie / Hé, resvelle toi |                        |                        | N, SV, Tu                      | MZT                     | |
| 321                                              | 371-371v               | De mes amours sui souvent repentis / L'autrier m'estuet venue volenté / Defors Compiegne |                        |                        | D                              |                         | El texto cita la villa de Compiègne. |
| 322                                              | 372-373                | Marie assumptio afficiat / Huius chori suscipe |                        |                        |                                | KCC, AMM                | |
| 323                                              | 373-374                | Li savours de mon desir et li delis / Li grant desirs qui j'ai de recouvrer / Non veul mari |                        |                        |                                | DVH, ALI                | |
| 324                                              | 374-375                | Quant se depart li jolis tans / Hé, coeur joli, trop m'avés laissié / In saeculum |                        |                        |                                |                         | |
| 325                                              | 375v-376               | S’on me regarde / Prennés i garde / Hé, mi enfant | motete                 | 3 v.                   |                                | DMA, ALI, CAB, KCC, AMM | |
| 326                                              |                        | |                        |                        |                                | E, F, Ma, W1            | |
| 327                                              |                        | |                        |                        |                                |                         | |
| 328                                              | 378-379                | Amor potest conqueri videns se nunc / Ad amorem sequitur et concomitatur | motete                 | 3 v.                   |                                | DMA, ALI, KCC           | |
| 329                                              | 379-379v               | Ave, mundi gaudium, fidelium / Ave, salus hominum, stella / Aptatur |                        |                        |                                |                         | |
| 330                                              | 379v-381               | Qui amours veut maintenir et servir / Li douls penseirs ki moi vient de caeli / Cis a cui je sui ameit est coins et gais |                        |                        |                                |                         | |
| 331                                              | 381-381v               | Dame de valour et de bonté / Hé, diex, quand je remir son cors le gay / Amoris |                        |                        |                                |                         | |
| 332                                              | 382-383v               | Anima mea liquefacta est / Descendi in ortum meum / Alma |                        |                        |                                |                         | |
| 333                                              | 383v-385               | Amor vincens omnia potentia / Marie preconio devotio / Aptatur |                        |                        |                                |                         | |
| 334                                              | 385v-86v               | A maistre Jehan Lardier, Tibaut et Climent / Pour la plus jolie qui soit en ce mont / Alleluia |                        |                        |                                |                         | |
| 335                                              | 386v-388               | Cis a petit de bien en li qui se repent / Pluseur dient que j'aim par amours / Portare |                        |                        |                                |                         | |
| 336                                              | 388-389                | Puisqu'en amer loiaument me sui mis Je chanterai / Quant li jolis tans doit entrer / In saeculum |                        |                        |                                |                         | |
| 337                                              | 389-390                | Dame que je n'os noumer, quand porrai / Amis, dont est engenrée en vo coeur / Lonc tans a que ne vi m'amie |                        |                        |                                | ALI, KCC                | |
| 338                                              | 390-391v               | Dieux, ou porai je trover mercit / Ce sunt amorettes ki moi tinent / Ki n'a point d'argent Omnes |                        | 3 v.                   |                                |                         | |
| 339                                              | 392-392v               | Alle, psallite cum luya / Alle psallite / Alleluia | motete                 | 3 v.                   |                                | DMA, GRA, EFG, MBC, ANK | |
| 340                                              | 392v-393v              | Balaam inquit vaticinans / Balaam inquit / Balaam | motete                 | 3 v.                   | B, Da                          | RNL, DVG                | |
| 341                                              | 393v-394v              | Huic ut placuit tres magi mistica |                        |                        | B, Ca                          |                         | |
| 342                                              | 394v-395               | Qui d'amours n'a riens gousté mout est dolorous / Tant me plais amour servir que de riens / Virga Yesse |                        |                        |                                |                         | Rokseth sugiere la atribución a Jehannot de Lescurel, pero Tischler sostiene que tanto texto como música son de Petrus de Cruce. |
| 343                                              | 395v-396               | Virginis eximie celebrantur / Nos, nostra salus oritur hodie / Cernere |                        |                        |                                |                         | |
| 344                                              | 396v-397               | O castitatis lilium, Maria / Assumpta in gloria es, nostra / Kyrieleison |                        |                        |                                |                         | El texto cita la villa de París. |
| 345                                              | 397-397v               | La bele estoile de mer cui amer / La belle en cui je me fi merci cri / Johanne |                        | 3 v.                   |                                | KCC                     | Reproduce el N.º 20 sin el cantus. |

Concordancias con otros manuscritos:
- [B] Codex Bamberg, Ms. lit. 115
- [Ca] Cambrai, A410
- [Cl] BnF, nouv acq. fr. 13521, Ms. La Clayette
- [D] Oxford, Bodleian Library, Douce 308
- [Da] Darmstadt, Ms. 3471
- [F] Florencia, Manuscrito Pluteus 29.1, una de las fuentes principales del repertorio y la más antigua.
- [Fauv] BnF, Manuscrito fr. 146 Roman de Fauvel
- [Ha] BnF, Manuscrito fr. 25566
- [Hu] Codex Las Huelgas
- [Ma] Madrid, Códice Madrid 20486
- [N] Paris, fr. 12515 Chansonnier de Noailles
- [R] París, fr. 844, Chansonnier du Roy
- [SV] París, la. 15139, Ms. Saint-Victor
- [Tu] Turín, Vari 42
- [V] Roma, Vaticano lat. 1490
- [W1] Wolfenbüttel, 677
- [W2] Wolfenbüttel, 1206

## Discografía selecta
Antologías
- [ALI] 1994 – Love’s Illusion. Anonymous 4: Ruth Cunningham, Marsha Genensky, Susan Hellauer, Johanna Rose (septiembre 1993-febrero 1994, Harmonia Mundi HMU 907109)  OCLC 914966236
- [KCC] 2004 – De Amore, polyphonies françaises du s. XIII, le manuscrit de Montpellier. Ligeriana: Florence Carpentier, Estelle Filer, Déborah Flomoy, Caroline Montier, Laure Pierredon (voz); Yves Lenoir (contratenor); Caroline Montier (organetto), Jean-Luc Lenoir (viela, crwth, arpa, campanas), Guy Robert (arpa, laúd medieval, percusión); Katia Caré (dir. y voz) (septiembre 2004, Calliope CAL 9360)  OCLC 884453209

Otros álbumes
- [ROL] 1957 – The French Ars Antiqua. Russell Oberlin, Charles Bressler (1957, Lyrichord LEMS 8007)  OCLC 705343085
- [KRC] 1966 – Geistliche Musik des Mittelalters. Capella Antiqua München, dir. Konrad Ruhland (1966, Christophorus CHE 0023-2)
- [TBP] 1966 – Llibre Vermell & Robin et Marion, Secular Music circa 1300. Studio der frühen Musik, dir. Thomas Binkley (18-19 de abril de 1966, LP Telefunken SAWT 9504 / 6.41219 / Teldec 3984-21709-2)
- [DMA] 1975 – Music of the Gothic Era. Early Music Consort of London, dir. David Munrow (abril/octubre 1975, Archiv 415 292-2 / 471 731-2)
- [GRA] 1980 – Adam de la Halle: Le Jeu de Robin et Marion. Ensemble Perceval, dir. Guy Robert (1980, Arion ARN 68162)
- [ORB] 1984 – Gotische Polyphonie. Musica Mensurata, dir. Olaf Raitzig (4-13 de enero de 1984, Berlin Classics 3212 2)
- [EFG] 1985 – Et in terra pax, Geistliche Musik des Mittelalters. Ensemble für frühe Musik Augsburg (agosto 1985, Christophorus CHR 77139)
- [EFM] 1986 – Camino de Santiago. Ensemble für frühe Musik Augsburg (marzo 1986, Christophorus CD 74530)
- [CPH] 1990 – The Marriage of Heaven and Hell. Gothic Voices, dir. Christopher Page (21-23 de marzo de 1990, Hyperion CDA 66423)
- [RSA] 1992 – Speculum Amoris. La Reverdie (marzo 1992, Arcana A 20 / A 336)  OCLC 906202048
- [RCS] 1992 – Motetus. Clemencic Consort, dir. René Clemencic (25-26 de febrero de 1992, Stradivarius STR 33398)
- [DVH] 1992 – Les Escholiers de Paris. Ensemble Gilles Binchois, dir. Dominique Vellard (17-21 de octubre de 1992, Harmonic Records H/CD 9245 / Cantus C 9616)  OCLC 62101470
- [MVV] 1993 – Le Mystère des Voix Anciennes. Mora Vocis (19-20 de julio de 1993, Pierre Verany PV 793101)
- [MBC] 1994 – Forgotten Provence. Martin Best Consort (6-10 de junio de 1994, Nimbus NI 5445)
- [EW]   1996 – Du Grégorien à Pérotin. Ensemble Witiza (6-10 de junio de 1996, Arsonor ARS 001-2)
- [BLO] 1996 – Dame de Flors. Discantus, dir. Brigitte Lesne (septiembre 1996, Opus 111. 30-175)
- [DAM] 1996 – Ave Mater, O Maria! Dekameron (noviembre 1996, Dux 0129)
- [AGT] 1996 – Le Manuscrit de Tours, chants de fêtes du s. XIII. Diabolus in Musica, dir. Antoine Guerber (25-28 de octubre de 1996, Studio SM D2672)  OCLC 960727030
- [PHH] 1997 – Hoquetus, Medieval European Vocal Music. Theatre of Voices, dir. Paul Hillier (6-12 de mayo de 1997, Harmonia Mundi HMU 907185)
- [CPJ] 1998 – Jerusalem: Vision of Peace. Gothic Voices, dir. Christopher Page (enero 1998, Hyperion CDA 67039)
- [OCH] 1999 – Bread, Wine & Song, Music & Feasting in Renaissance Europe. Orlando Consort (1-4 de enero de 1999, Harmonia Mundi HMU 907314)
- [DCS] 2000 – Duce creature. Ensemble De Cælis (mayo 2000, Studio SM D 2854)  OCLC 78288184
- [AGR] 2000 – Rosarius. Diabolus in Musica, dir. Antoine Guerber (18-21 de septiembre de 2000, Studio SM D2886)
- [RNL] 2000 – Nox-Lux, France & Angleterre, 1200-1300. La Reverdie (octubre 2000, Arcana A 307)
- [DVF] 2001 – Chants de l’amour divin. Ensemble Venance Fortunat, dir. Anne-Marie Deschamps (28 abril-1 de mayo de 2001, L’Empreinte Digitale ED 13133)  OCLC 50855954
- [CAB] 2002 – Kaiser Heinrich II, Musik für Kaiser und Könige. Capella Antiqua Bambergensis (abril 2002, CAB Records CAB 08)  OCLC 163127818
- [MZT] 2003 – Adam de la Halle: Le Jeu de Robin et Marion et autres œuvres. Ensemble Micrologus (junio 2003, Zig-Zag Territoires ZZT 040602)
- [ANK] 2004 – Nun komm der Heiden Heiland. Amarcord (20-22 de diciembre de 2004, Raum Klang RK ap 10205)  OCLC 919734535
- [BSG] 2008 – Poissance d’amours. Graindelavoix, dir. Björn Schmelzer (febrero 2008, Glossa GCD P32103)
- [DVG] 2008 – L’Arbre de Jessé, Gregorian chant and medieval polyphony. Ensemble Gilles Binchois, dir. Dominique Vellard (junio/julio 2008, Glossa GCD P32302)
- [AMM] 2013 – Marie et Marion. Anonymous 4 (mayo/agosto 2013, Harmonia Mundi HMU 807524)